# Egenkurva
Inom talteorin, en del av matematiken, är en egenkurva en rigid analytisk kurva som parametriserar vissa p-adiska familjer av modulära former, och en egenvarietet är en högredimensionell generalisering av dessa. Egenkurvor introducerades av Coleman och Mazur (1998), och termen "egenvarietet" tycks ha introducerats runt 2001 av Kevin Buzzard (2007).